# 戸田康光
戸田 康光（とだ やすみつ、? - 天文16年（1547年））は、戦国時代の三河国の武将。渥美半島・三河湾一帯に勢力を振るった。初名は宗光で、松平清康の偏諱を受けて康光と改める。弾正少弼を称する。子に戸田尭光、戸田宣光、戸田重真。

## 家系
略系図（全体のものは戸田氏の項を参照）
戸田伊豆守従五位下左衛門尉十郎信義（戸田氏の祖）―戸田彦太郎義成＝戸田孫二郎頼重（弟）＝戸田十郎義房（弟）―戸田十郎頼方―戸田十郎頼房―戸田弾正忠宗忠―戸田三郎綱光―戸田弾正左衛門宗光―戸田弾正忠憲光―戸田左近丞政光―戸田弾正少弼康光

## 生涯
三河国の武将・戸田政光の子として誕生した。初名は渥美半島統一をなした曽祖父・宗光にあやかり、宗光を名乗った。
戸田氏の宗主として、三河田原城を根拠地としつつ、二連木城（豊橋市）などに一族をおいて三河湾一帯を支配しようとしたが、北からは松平氏、東からは今川氏など、はるかに大きな戦国大名が東三河に進出してきたため、これらに屈服を余儀なくされた。はじめ松平氏に従っているが、松平氏が松平清康の死後衰えて今川氏に服すると、戸田氏も同じく従属した。それでも天文6年（1537年）頃に今橋城の牧野成敏を討って戸田宣成を入城させ、牧野氏を牛久保城に追った。
その後、松平広忠が水野信元の妹である於大の方と離縁をすると、娘の真喜姫（田原御前）を広忠に嫁がせている。広忠の離縁と再婚については、従来の通説では信元が織田氏との同盟を結んだためと言われてきたが、近年では広忠と於大の婚姻自体が広忠の叔父でその後見役だった松平信孝の方針であったと考えられている。その後、信孝が松平領の一部を譲って牧野氏とも同盟を結ぼうとし、信元も知多半島南部にも勢力を持つ戸田氏に対抗するために牧野氏との同盟に加わったところ、成人した広忠や重臣たちがこれに反発して信孝を追放、信孝の盟友である水野氏との婚姻も破棄したとする指摘がされている。この見解に従えば、戸田康光と松平広忠は共に水野氏・牧野氏と敵対関係にあり、彼らに対抗するために婚姻を結んだとする説明が可能となる。系図によると真喜姫には、広忠との間に徳川家康の異母兄弟である松平忠政・松平家元・恵最・内藤信成らを儲けたとされるが、彼らの生母はそれぞれ別におり、自らの子として養ったか、後見という立場であったと考えられる。
天文16年（1547年）、今川義元の命を受け、駿府に人質として送られる広忠の嫡男・竹千代（のちの徳川家康）を岡崎から迎え、駿府まで送り届ける任を負った。ところが、竹千代とその随員からなる一行は岡崎城を徒歩で出立し、渥美半島に入って老津の浜（豊橋鉄道渥美線老津駅近く）から舟で駿府まで送り届けられる予定であったが、一行を乗せた舟はそのまま三河湾を西に進み、今川氏と敵対していた尾張国の戦国大名・織田信秀のもとに到着した。これは康光が織田氏に通じて今川氏から離反したものであったが、『三河物語』によれば永楽銭で千貫文、松平記には百貫文で売り渡したと記されている。これに怒った義元は田原に兵を差し向けた。康光は田原城に籠り抵抗するが圧倒的な兵数差には敵わず、嫡男・戸田尭光ともども討死して田原戸田氏は滅亡した。ただし、この時には田原城は落城せずに尭光が今川氏に抵抗を続け、最終的に落城したのは天文19年（1550年）頃であったとする説もある。
ただし、近年の研究では、戸田氏と牧野氏の今橋領を巡る争いから、一時的に今川氏・織田氏が連携して戸田氏・松平氏と対抗する事態が発生し、天文16年に今川氏が戸田氏を、織田氏が松平氏を攻める事態になったとする考え方がある。また、これを裏付ける文書として同年の9月に岡崎城が織田軍に攻め落とされたとするもの（「本成寺文書」）があり、この説に基づけば、戸田康光が竹千代を売り渡したとする話そのものが後世の創作で、実際には岡崎城を攻め落とされた松平広忠が降伏の証として竹千代を人質に差し出したのではないかとされている。墓所は田原市長興寺。

## 子孫・一門
康光の次男・戸田宣光は父の命にて仁連木城に封ぜられ、仁連木戸田家と称することとなった。康光が今川と対峙した折、宣光は今川方についており、戸田家の血筋を保ち生き残った。その子孫が徳川氏に仕え、嫡統として戸田宗家となる（子孫には嫡流で松本藩の藩主となった松平康長（戸田松平家の祖）をはじめとして、幕末の水戸藩家老戸田忠太夫・安島帯刀なども輩出した）。
康光の弟・戸田光忠は脱出して岡崎に逃れ、後に松平氏に仕えるが、戸田宗家の居城、田原城を奪回して支流ながら田原城主となり以降、その子孫は田原戸田家というようになる。光忠の孫・戸田尊次が家康のもとで戦功をあげて伊豆国下田に5,000石を与えられ、関ヶ原の戦いの後に田原に1万石で復帰した。子孫は江戸時代に譜代大名となり、宇都宮藩や足利藩として明治維新まで存続する。
遠縁としては、戸田一西の子・戸田氏鉄に始まる大垣藩戸田家などがある。

## 関連作品
ドラマ
- 『どうする家康』（2023年、NHK大河ドラマ（戸田宗光として）、演：真水稔生）